# リッキー・ネルソン
リッキー・ネルソン（Ricky Nelson, 1940年5月8日 - 1985年12月31日）は、アメリカのミュージシャン、俳優。リック・ネルソン（Rick Nelson）とも呼ばれる。本名はエリック・ヒリアード・ネルソン（Eric Hilliard Nelson）。

## 来歴
ニュージャージー州ティーネックで、バンドリーダーのオジー・ネルソンと女優のハリエット・ネルソンの次男として生まれる。兄のデヴィッド・ネルソンは、後に俳優および映画監督となる。
まだ10歳にも満たなかった1949年より、ネルソンは両親および兄とともにラジオ番組「The Adventures of Ozzie and Harriet」に出演し、同番組は1952年から1966年までテレビで放映された。また、個人としてはオムニバス映画『三つの恋の物語』（1953年公開）に出演している。
一方で、幼少期からカントリーミュージックに親しんでいたネルソンは、エルヴィス・プレスリーに衝撃を受け、ロカビリーに傾倒するなど音楽にも強い関心を寄せていた。そして当時交際していた女性に渡すレコードを作るため、ネルソンは父親の協力を得てヴァーブ・レコードと契約、ロックンロール歌手として活動を開始した。1957年4月に歌手として初のテレビ出演を果たした後にデビューシングル「ア・ティーンエイジ・ロマンス」と、ファッツ・ドミノのカヴァー「アイム・ウォーキン」を発表する。直後、両曲はともに全米トップ5に到達した。同年夏、契約不履行を理由にヴァーブと解約し、父親が紹介したインペリアル・レコードと契約した。新たな契約下で、ネルソンは選曲、ジャケットデザインの監修などの権利を確保することができた。また、オハイオ州及びミネソタ州での公演を終えると、従来率いていた旧時代的なバンドを解散し、ジェームズ・バートンを始めとするミュージシャンを集めたロックンロールバンドを新たに編成した。同社からのデビューシングル｢ビー・バップ・ベイビー｣は、発売前に75万件の予約を集め、100万枚以上を売り上げた。年末にはアルバム『リッキー』を発売し、全米1位を獲得した。1958年には「プア・リトル・フール」が全米1位に到達した。同年、初の長期ツアーに出た頃には、彼のファンクラブは全世界に9,000もの支部を抱えていた。父親が制作した最初期のプロモーションビデオなど、ネルソンはテレビを戦略的に活用し、高い人気を集めることができたのである。
ネルソンは、1950年代末期以降は俳優としても活動した。1959年には『リオ・ブラボー』で6年ぶりの映画出演を果たし、さらに1960年には、映画『南太平洋ボロ船作戦』で準主役として出演している。
1961年発表の6作目のアルバム『リック・イズ・21』以降、ネルソンは芸名を「リック・ネルソン」に改めた。同アルバムからは、シングル「トラベリン・マン」が全米1位を獲得したのみならず、B面の「ハロー・メリー・ルー」も全米トップ10に到達した。1962年は「ヤング・ワールド」と「ティーンエイジ・アイドル」がヒット。1963年、クリスティン・ハーモンと結婚し、同時期に契約金100万ドルを得てデッカと20年契約を果たした。1964年には「フォー・ユー」が全米6位に達した。一方、同年アメリカに進出したビートルズに代表されるブリティッシュ・インヴェイジョンが始まると、アルバム『ザ・ヴェリー・ソート・オブ・ユー』から商業的成功には恵まれなくなった。。
1960年代後半になるとカントリーに傾倒し、ストーン・キャニオン・バンドというカントリーロックバンドを結成する。ストーン・キャニオン・バンドを従えて行われた1969年12月13日の公演（1970年発売のライヴ・アルバム『リック・ネルソン・イン・コンサート』に収録）には、後にイーグルスで活動するランディ・マイズナーがバンドの一員として参加した。1970年にはウィリー・ネルソンの楽曲を取り上げたアルバム『Rick Sings Nelson』を発表。1971年のアルバム『Rudy the Fifth』には、再びマイズナーが参加した。1972年にはアルバム『Garden Party』からのシングル「思い出のガーデン・パーティー」が、全米6位のヒットを記録して、ネルソンの生涯最後の全米トップ10シングルとなった。
1975年、キース・ムーンのソロ・アルバム『トゥー・サイズ・オブ・ザ・ムーン』にゲスト参加。同年にはハリウッド・ウォーク・オブ・フェームの星を獲得した。
1981年、キャピトル・レコード移籍第1弾アルバム『Playing to Win』発表。新作スタジオ・アルバムは、これが最後となった。1985年からファッツ・ドミノと共に活動を開始、アメリカ各地を巡業する。12月、後述の飛行機事故により45歳で死去。
死後の1987年にロックの殿堂入りした。

## 飛行機事故と死
1985年5月、バスによる移動を嫌ったネルソンは、かつてジェリー・リー・ルイスが所有していたDC-3を約11万ドルで購入した。しかし、同機は以前から機械系統の不調により時折重大な故障を起こす不良品であった。6月には飛行中の故障によりカリフォルニア州ランカスターに緊急着陸したことで国家運輸安全委員会の調査を受けた他、9月には離陸が出来ず、ファーム・エイドの予行を行うインディアナ州に到着できなかった。その他大小の機械的問題により、ネルソン達の巡業は度々苦労に満ちたものとなってしまった。ネルソンは上記のような危険を伴う飛行機移動を恐れており、またバンドメンバーも移動の度に死を覚悟していたが、10月にはイギリス巡業のための往復飛行に成功するなど、同機は正常な動作を見せることもあった。
12月27日、ネルソンはフロリダ州オーランド、アラバマ州ガンターズヴィル、テキサス州ダラスを巡るツアーを開始。28日にはガンターズヴィルに到着し、元バンドメンバーのパット・アプトンが経営するバーで公演に臨んだ。入場券が完売した事を受け、アプトンは追加公演を企画し、ネルソンは快諾したという。30日、ネルソンは生涯最後となる公演を現地で行い、バディ・ホリーの｢レイヴ・オン｣を終演前に歌った。舞台を退く前、ネルソンは"Rave on for me!"と観客に叫んだ。
12月31日、ガンターズヴィルからテキサス州ダラスへの飛行中に火災を起こした同機は遂にテキサス州デ・カルブ郊外に墜落し、ネルソンは45歳で死亡（en:Death of Ricky Nelsonを参照）した。操縦士2名は生還したが、この事故によってネルソンの当時の婚約者、バンドのメンバー4名、バンドのロード・マネージャーも死去した。事故原因はヒーターの不具合だったと考えられている。

## 家族
1963年に女優のクリスティン・ハーモンと結婚し、4人の子供に恵まれるが、1982年に離婚。長女のトレイシーは、まだ5歳にも満たなかった1968年に映画デビューし、1980年代以降は女優として多くのテレビ番組や映画に出演。双子の息子であるマシューとガナーは、ハードロック・バンド「ネルソン」の中心メンバーとなり、1990年に発表されたデビュー・アルバム『アフター・ザ・レイン』がミリオン・ヒットとなった。

## ディスコグラフィ
日本語表記の併記されていないアルバムは、2011年11月現在日本未CD化。

### スタジオ・アルバム
- Ricky（1957年）
- Ricky Nelson（1958年）
- Ricky Sings Again（1959年）
- Songs by Ricky (Ricky Sings Spirituals)（1959年）
- More Songs by Ricky（1960年）
- リック・イズ21 - Rick Is 21（1961年）
- Album Seven by Rick（1962年）
- For Your Sweet Love（1963年）
- Rick Nelson Sings "For You"（1964年）
- ザ・ヴェリー・ソート・オブ・ユー - The Very Thought of You（1964年）
- スポットライト・オン・リック - Spotlight on Rick（1965年）
- Best Always（1965年）
- Love and Kisses（1965年）
- ブライト・ライツ&カントリー・ミュージック - Bright Lights & Country Music（1966年）
- Country Fever（1967年）
- Another Side of Rick（1967年）
- Perspective（1969年）
- Rick Sings Nelson（1970年）
- Rudy the Fifth（1971年）
- ガーデン・パーティー - Garden Party（1972年）
- ウィンドフォール - Windfall（1974年）
- Intakes（1977年）
- Playing to Win（1981年）

### ライヴ・アルバム
- リック・ネルソン・イン・コンサート - In Concert: The Troubadour, 1969（1970年）
- Live, 1983 - 1985（1986年）

### サウンドトラック
- オン・ザ・フリップ・サイド - On the Flip Side（1966年）
  - テレビ番組のサウンドトラック。ジョニー・ソマーズとの連名。